# Sycerika McMahon
 Sycerika Mc Mahon  (ur. 11 kwietnia 1995) – irlandzka pływaczka, specjalizująca się w stylu klasycznym, dowolnym i zmiennym. 

## Kariera sportowa
Wicemistrzyni Europy na 50 m stylem klasycznym, dwukrotna mistrzyni Europy juniorów na dystansach: 400 m stylem dowolnym oraz 50 m żabką.
Uczestniczka igrzysk olimpijskich w Londynie na 100 m stylem klasycznym (26. miejsce) i na 200 m stylem zmiennym (22. miejsce). 
W czerwcu 2017 roku ogłosiła zakończenie kariery.